# Europarlamentari della Spagna della X legislatura
Gli europarlamentari della Spagna della X legislatura, eletti in occasione delle elezioni europee del 2024, sono i seguenti.

## Composizione storica
| Europarlamentare             | Lista                                                          | Gruppo | Gruppo                                                 |
| ---------------------------- | -------------------------------------------------------------- | ------ | ------------------------------------------------------ |
| Maravillas Abadía Jover      | Partito Popolare                                               |        | Gruppo del Partito Popolare Europeo                    |
| Pablo Arias Echeverría       | Partito Popolare                                               |        | Gruppo del Partito Popolare Europeo                    |
| Isabel Benjumea              | Partito Popolare                                               |        | Gruppo del Partito Popolare Europeo                    |
| Carmen Crespo                | Partito Popolare                                               |        | Gruppo del Partito Popolare Europeo                    |
| Pilar del Castillo           | Partito Popolare                                               |        | Gruppo del Partito Popolare Europeo                    |
| Raúl de la Hoz Quintano      | Partito Popolare                                               |        | Gruppo del Partito Popolare Europeo                    |
| Rosa Estaràs                 | Partito Popolare                                               |        | Gruppo del Partito Popolare Europeo                    |
| Alma Ezcurra                 | Partito Popolare                                               |        | Gruppo del Partito Popolare Europeo                    |
| Borja Giménez Larraz         | Partito Popolare                                               |        | Gruppo del Partito Popolare Europeo                    |
| Esteban González Pons        | Partito Popolare                                               |        | Gruppo del Partito Popolare Europeo                    |
| Esther Herranz García        | Partito Popolare                                               |        | Gruppo del Partito Popolare Europeo                    |
| Antonio López-Istúriz White  | Partito Popolare                                               |        | Gruppo del Partito Popolare Europeo                    |
| Gabriel Mato                 | Partito Popolare                                               |        | Gruppo del Partito Popolare Europeo                    |
| Francisco Millán Mon         | Partito Popolare                                               |        | Gruppo del Partito Popolare Europeo                    |
| Dolors Montserrat            | Partito Popolare                                               |        | Gruppo del Partito Popolare Europeo                    |
| Fernando Navarrete           | Partito Popolare                                               |        | Gruppo del Partito Popolare Europeo                    |
| Elena Nevado                 | Partito Popolare                                               |        | Gruppo del Partito Popolare Europeo                    |
| Nicolás Pascual de la Parte  | Partito Popolare                                               |        | Gruppo del Partito Popolare Europeo                    |
| Susana Solís Pérez           | Partito Popolare                                               |        | Gruppo del Partito Popolare Europeo                    |
| Adrián Vázquez Lázara        | Partito Popolare                                               |        | Gruppo del Partito Popolare Europeo                    |
| Javier Zarzalejos            | Partito Popolare                                               |        | Gruppo del Partito Popolare Europeo                    |
| Juan Ignacio Zoido           | Partito Popolare                                               |        | Gruppo del Partito Popolare Europeo                    |
| Laura Ballarin               | Partito Socialista Operaio Spagnolo                            |        | Alleanza Progressista dei Socialisti e dei Democratici |
| José Cepeda                  | Partito Socialista Operaio Spagnolo                            |        | Alleanza Progressista dei Socialisti e dei Democratici |
| Jonás Fernández              | Partito Socialista Operaio Spagnolo                            |        | Alleanza Progressista dei Socialisti e dei Democratici |
| Lina Gálvez Muñoz            | Partito Socialista Operaio Spagnolo                            |        | Alleanza Progressista dei Socialisti e dei Democratici |
| Iratxe García Pérez          | Partito Socialista Operaio Spagnolo                            |        | Alleanza Progressista dei Socialisti e dei Democratici |
| Sandra Gómez                 | Partito Socialista Operaio Spagnolo                            |        | Alleanza Progressista dei Socialisti e dei Democratici |
| Nicolás González Casares     | Partito Socialista Operaio Spagnolo                            |        | Alleanza Progressista dei Socialisti e dei Democratici |
| Alicia Homs Ginel            | Partito Socialista Operaio Spagnolo                            |        | Alleanza Progressista dei Socialisti e dei Democratici |
| Hana Jalloul                 | Partito Socialista Operaio Spagnolo                            |        | Alleanza Progressista dei Socialisti e dei Democratici |
| Juan Fernando López Aguilar  | Partito Socialista Operaio Spagnolo                            |        | Alleanza Progressista dei Socialisti e dei Democratici |
| Javi López Fernández         | Partito Socialista Operaio Spagnolo                            |        | Alleanza Progressista dei Socialisti e dei Democratici |
| César Luena                  | Partito Socialista Operaio Spagnolo                            |        | Alleanza Progressista dei Socialisti e dei Democratici |
| Cristina Maestre             | Partito Socialista Operaio Spagnolo                            |        | Alleanza Progressista dei Socialisti e dei Democratici |
| Idoia Mendia                 | Partito Socialista Operaio Spagnolo                            |        | Alleanza Progressista dei Socialisti e dei Democratici |
| Javier Moreno                | Partito Socialista Operaio Spagnolo                            |        | Alleanza Progressista dei Socialisti e dei Democratici |
| Leire Pajín                  | Partito Socialista Operaio Spagnolo                            |        | Alleanza Progressista dei Socialisti e dei Democratici |
| Marcos Ros                   | Partito Socialista Operaio Spagnolo                            |        | Alleanza Progressista dei Socialisti e dei Democratici |
| Nacho Sánchez Amor           | Partito Socialista Operaio Spagnolo                            |        | Alleanza Progressista dei Socialisti e dei Democratici |
| Elena Sancho                 | Partito Socialista Operaio Spagnolo                            |        | Alleanza Progressista dei Socialisti e dei Democratici |
| Rosa Serrano Sierra          | Partito Socialista Operaio Spagnolo                            |        | Alleanza Progressista dei Socialisti e dei Democratici |
| Mireia Borrás                | Vox                                                            |        | Patrioti per l'Europa                                  |
| Jorge Buxadé                 | Vox                                                            |        | Patrioti per l'Europa                                  |
| Margarita de la Pisa Carrión | Vox                                                            |        | Patrioti per l'Europa                                  |
| Jorge Martín Frías           | Vox                                                            |        | Patrioti per l'Europa                                  |
| Juan Carlos Girauta          | Vox                                                            |        | Patrioti per l'Europa                                  |
| Hermann Tertsch              | Vox                                                            |        | Patrioti per l'Europa                                  |
| Pernando Barrena Arza        | Ahora Repúblicas (EH Bildu)                                    |        | La Sinistra al Parlamento europeo                      |
| Ana Miranda Paz              | Ahora Repúblicas (Blocco Nazionalista Galiziano)               |        | I Verdi/Alleanza Libera Europea                        |
| Diana Riba i Giner           | Ahora Repúblicas (Sinistra Repubblicana di Catalogna)          |        | I Verdi/Alleanza Libera Europea                        |
| Estrella Galán               | Sumar (Movimiento Sumar)                                       |        | La Sinistra al Parlamento europeo                      |
| Jaume Asens                  | Sumar (Catalunya en Comú)                                      |        | I Verdi/Alleanza Libera Europea                        |
| Vicent Marzà                 | Sumar (Compromís)                                              |        | I Verdi/Alleanza Libera Europea                        |
| Nora Junco                   | Se Acabó La Fiesta                                             |        | Non iscritti                                           |
| Alvise Pérez                 | Se Acabó La Fiesta                                             |        | Non iscritti                                           |
| Diego Solier                 | Se Acabó La Fiesta                                             |        | Non iscritti                                           |
| Irene Montero                | Podemos                                                        |        | La Sinistra al Parlamento europeo                      |
| Isabel Serra                 | Podemos                                                        |        | La Sinistra al Parlamento europeo                      |
| Antoni Comín                 | Junts Lliures x Europa                                         |        | Non iscritti                                           |
| Oihane Agirregoitia          | Coalizione per un'Europa Solidale (Partito Nazionalista Basco) |        | Renew Europe                                           |

## Tabelle di sintesi

### Gruppi politici
| Gruppo parlamentare | Inizio |
| ------------------- | ------ |
| PPE                 | 22     |
| S&D                 | 20     |
| PfE                 | 6      |
| NI                  | 4      |
| GUE/NGL             | 3      |
| Verdi/ALE           | 2      |
| RE                  | 1      |
| ECR                 | –      |
| ESN                 | –      |
| Totale              | 61     |

### Annotazioni
1. ↑  Seggio vacante, poiché l'elezione non è stata ancora convalidata

### Fonti
1. ↑  (ES) Bollettino ufficiale dei risultati (PDF), su juntaelectoralcentral.es..